# Kamenná u Jihlavy
Kamenná (deutsch Bergersdorf) ist eine Gemeinde in Tschechien. Sie liegt sechs Kilometer nordwestlich von Polná und gehört zum Okres Jihlava.

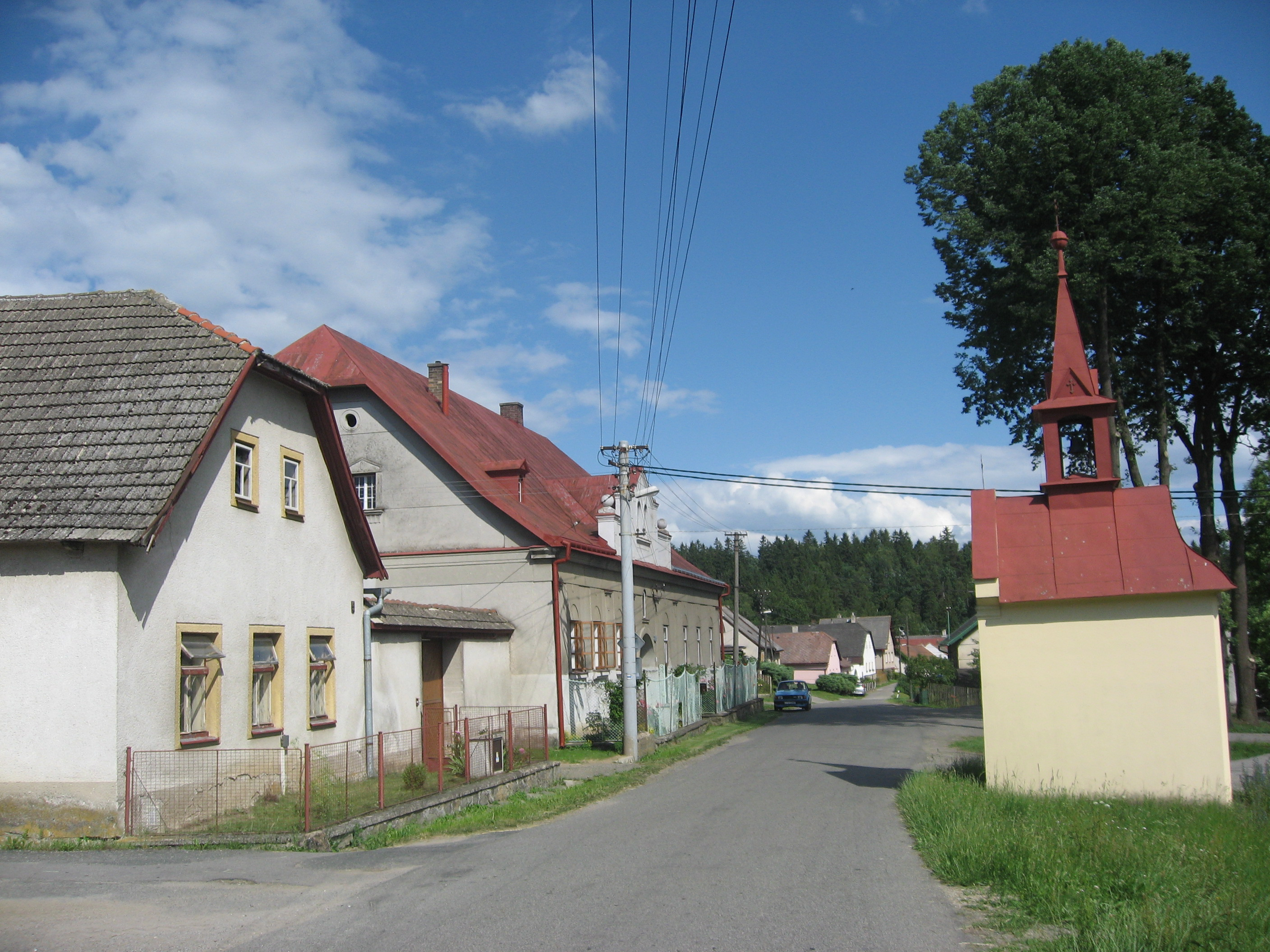
Dorfplatz und Kapelle in Kamenná

## Geographie
Kamenná befindet sich in der Böhmisch-Mährischen Höhe linksseitig des Zlatý potok (Goldbach) entlang eines kleinen Zuflusses. Südwestlich erhebt sich die Březová výšina (Steinhügel, 512 m) und im Westen der Žižkův kopec (Kamenna, 502 m). Im östlichen Ortsrand verläuft die Bahnstrecke Znojmo–Kolín, an der das Dorf eine Bahnstation hat. Im Dorf liegen drei Teiche.
Nachbarorte sind Křížovatky, Šlapanov und Lutrián im Norden, Věžnice im Osten, Nové Dvory im Südosten, Filipovské Chaloupky und Dobronín im Süden, Zvonějov im Südwesten, Štoky im Westen sowie Pozovice und Smilov im Nordwesten.

## Geschichte
Das Dorf entstand im 13. Jahrhundert im Zuge der Kolonisation Mährens unter den Přemysliden durch deutsche Siedler. Die erste schriftliche Erwähnung von Perchmeistersdorf erfolgte im Jahre 1308, als Raimund von Lichtenburg den Ort dem Kloster Sedlec überließ. Der Name des Dorfes leitet sich vom Bergmeister, einem hohen Bergbeamten ab. Später wurde Perchmeistersdorf zu einem Teil der Herrschaft Polná. Zu den Besitzern gehörten die Herren Trčka von Lípa auf Lipnice. Diese verkauften die Herrschaft 1538 an Karl von Waldstein auf Skála. Waldstein förderte den Bergbau in seinen Besitzungen zwischen Šlapanov und Přibyslav. Im 16. Jahrhundert wurde das Dorf auf Karten der Herrschaft als Kamenay bezeichnet, später trug es den Namen Bergersdorf. Mit der Heirat von Karl von Waldsteins Tochter Katharina ging Kamenay 1533 in den Besitz von Zacharias von Neuhaus auf Telč über. 1597 musste Joachim Ulrich von Neuhaus wegen Schulden die Herrschaft an den kaiserlichen Rat Hartwig Zeidlitz von Schönfeld verkaufen. Nach der Schlacht am Weißen Berg verlor Rudolf Zeidlitz seine Güter und neuer Grundherr wurde Kardinal Franz Xaver von Dietrichstein, der mit der Rekatholisierung seiner protestantischen Untertanen begann. Die Bewohner des zur Iglauer Sprachinsel gehörenden Dorfes waren größtenteils Deutsche.
Nach der Aufhebung der Patrimonialherrschaften bildete Bergersdorf / Kamenné ab 1850 eine Gemeinde im Bezirk Polná. Ab 1878 gehörte sie zum Bezirk Deutschbrod. Am 31. Oktober 1886 brannten in Bergersdorf sechs Häuser nieder. Ein weiterer Großbrand, der acht Häuser vernichtete, brach am 16. Mai 1887 aus. Ab 1881 bestanden Bestrebungen, in Bergersdorf eine Dorfschule einzurichten. Diese Anliegen wurde 1888 realisiert und im Jahr darauf konnten die Kinder, die bis dahin nach Unter Weznitz eingeschult waren, den Unterricht im Dorf erhalten. 1889 wurde in Bergersdorf die erste landwirtschaftliche Genossenschaft im Gerichtsbezirk Stecken gegründet. Zwei Jahre später entstand eine Freiwillige Feuerwehr. 1896 wurde die Kampelička, eine genossenschaftliche Spar- und Darlehnskasse, eingerichtet. Zwischen 1904 und 1906 wurde die Bezirksstraße nach Polna errichtet. 1910 bauten die Bewohner eine Haltestelle an der Eisenbahnstrecke Prag-Iglau-Znaim. Auf Initiative der Národní jednota Pošumavská (Nationalverein für den Böhmerwald), die die Interessen der tschechischen Bevölkerung im deutschen Siedlungsgebiet vertrat, entstand 1925 eine tschechische Minderheitenschule in Bergersdorf. Der Ort galt als landwirtschaftliches Musterdorf. 1932 wurde in Bergersdorf ein großer Zuchtviehmarkt abgehalten.
Während der Zeit der deutschen Besetzung wurde Bergersdorf eine unrühmliche Ehre zuteil. 1943 erhielt der Ort den „Ehrennamen“ SS-Dorf. Bergersdorf war das einzige Dorf, dem je ein solcher Titel verliehen wurde. Initiator dessen war der SS-Obergruppenführer Gottlob Berger, der über das Dorf eine persönliche Patenschaft übernahm. Nach dem Zweiten Weltkrieg verübten tschechoslowakische Partisanen Racheakte und der Bürgermeister Wenzel Hondl wurde zu Tode gefoltert. Die deutschen Bewohner wurden 1945 vertrieben. Seit 1961 gehört Kamenná zum Okres Jihlava.

## Ortsgliederung
Für die Gemeinde Kamenná sind keine Ortsteile ausgewiesen.

## Sehenswürdigkeiten

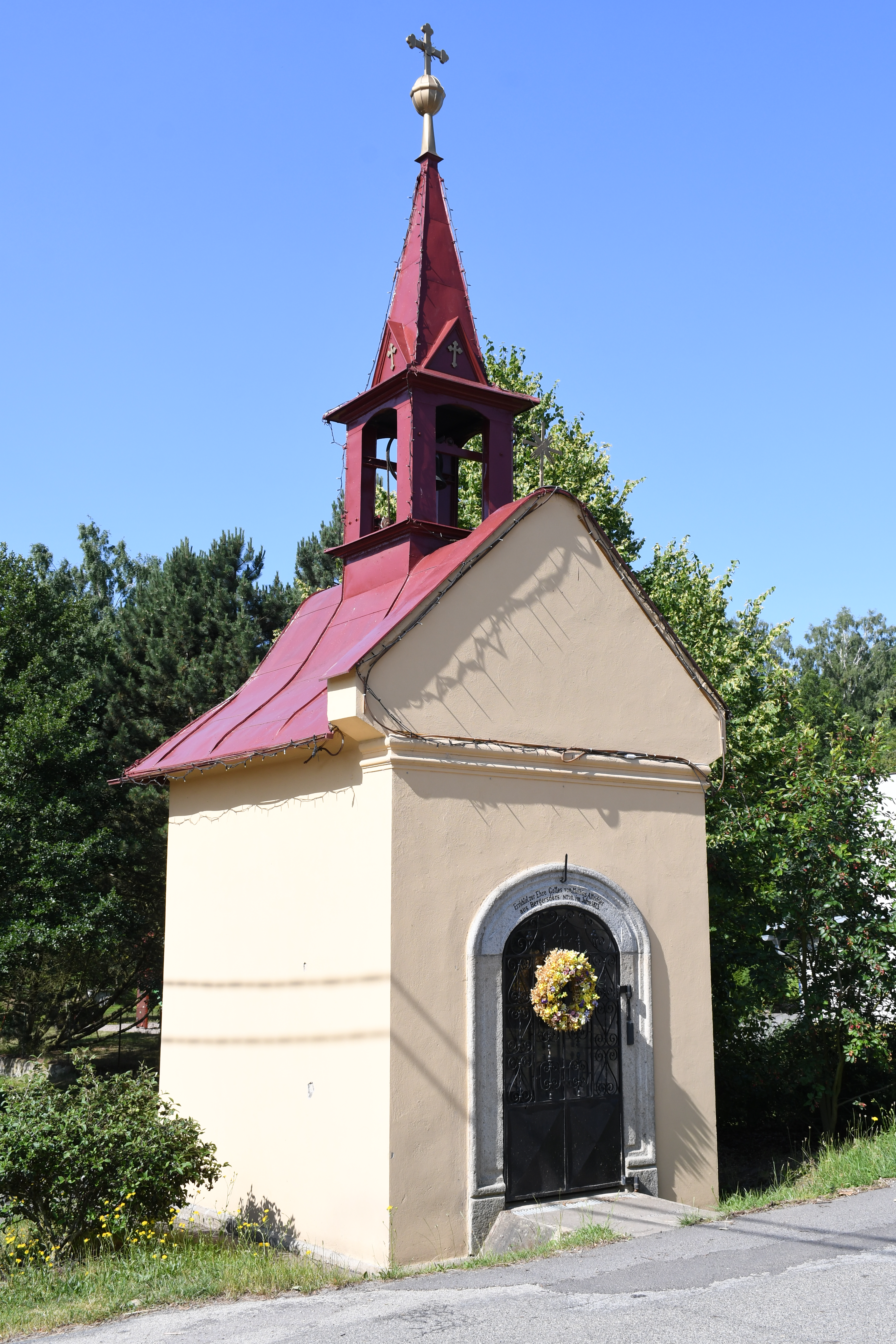
Kapelle am Dorfplatz

- Kapelle am Dorfplatz, errichtet 1873.
- Statue des hl. Johannes von Nepomuk aus dem Jahre 1748, am Dorfplatz
- mehrere Kruzifixe
- Gedenkstein für die Opfer beider Weltkriege und die Vertreibung der Deutschen aus der Tschechoslowakei, errichtet 1947.